# Liste der Biografien/De Z
Liste der Biografien |
Portal Biografien |
Z Personensuche
# |
A |
B |
C |
D |
E |
F |
G |
H |
I |
J |
K |
L |
M |
N |
O |
P |
Q |
R |
S |
T |
U |
V |
W |
X |
Y |
Z |
?
 
Da |
Db |
Dc |
Dd |
De |
Dg |
Dh |
Di |
Dj |
Dk |
Dl |
Dm |
Dn |
Do |
Dq |
Dr |
Ds |
Du |
Dv |
Dw |
Dy |
Dz
 
De A |
De B |
De C |
De D |
De E |
De F |
De G |
De H |
De J |
De K |
De L |
De M |
De N |
De P |
De Q |
De R |
De S |
De T |
De V |
De W |
De Y |
De Z 

Dea |
Deb |
Dec |
Ded |
Dee |
Def |
Deg |
Deh |
Dei |
Dej |
Dek |
Del |
Dem |
Den |
Deo |
Dep |
Deq |
Der |
Des |
Det |
Deu |
Dev |
Dew |
Dex |
Dey |
Dez
Die Liste der Biografien führt alle Personen auf, die in der deutschsprachigen Wikipedia einen Artikel haben. Dieses ist eine Teilliste mit 16 Einträgen von Personen, deren Namen mit den Buchstaben „De Z“ beginnt.

## De Z

### De Za
- De Zan, Italo (1925–2020), italienischer Radrennfahrer
- De Zan, Manuel (* 1989), italienischer Grasskiläufer
- De Zayas, Alfred (* 1947), US-amerikanischer Völkerrechtler und Historiker

### De Ze
- de Zeeuw, Maxime (* 1987), belgischer Basketballspieler
- De Zerbi, Roberto (* 1979), italienischer Fußballspieler und -trainerRoberto De Zerbi (* 1979)

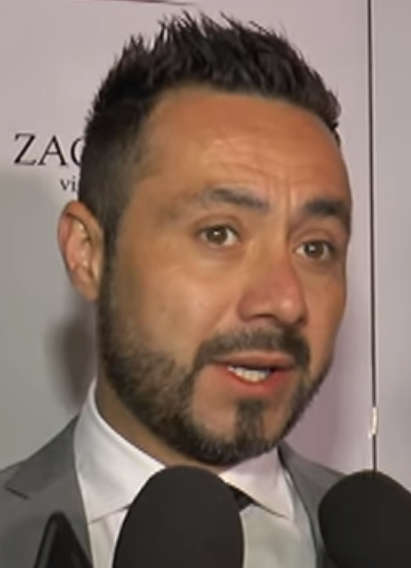
Roberto De Zerbi (* 1979)

### De Zi
- De Zigno, Achille (1813–1892), italienischer Botaniker, Geologe und Paläontologe

### De Zo
- De Zoete, Beryl (1879–1962), englische Balletttänzerin, Orientalistin, sowie Tanzkritikerin und -forscherin
- De Zolt Ponte, Roberto (* 1970), italienischer Skilangläufer
- De Zolt, Maurilio (* 1950), italienischer Skilangläufer
- De Zordo, Agostino, italienischer Skispringer
- De Zordo, Bruno (1941–2004), italienischer Skispringer
- De Zordo, Dino (* 1937), italienischer Skispringer
- De Zordo, Nevio (1943–2014), italienischer Bobsportler

### De Zu
- De Zulueta, Tana (* 1951), italienische Journalistin und Politikerin, Mitglied der Camera dei deputati
- De Zutter, Cedric (* 1992), belgischer Tennisspieler
- De Zutter, Kristof (* 1982), belgischer Radrennfahrer